# Vampeta
Marcos André Batista Santos (Nazaré, 13 de março de 1974), mais conhecido como Vampeta, é um comentarista esportivo, dirigente e ex-futebolista brasileiro que atuava como volante. Também chegou a trabalhar como treinador.
Seu apelido surgiu nos tempos em que jogava pelo seu clube revelador, o Vitória. O jogador não possuía seus dentes frontais e era muito arteiro dentro do alojamento, fazendo com que seus companheiros de time Cesinha e Zé Elialdo fizessem a junção dos nomes "(vam)piro" e "ca(peta)".

## Carreira como jogador

### A revelação do Vitória
Vampeta, ao lado de Dida, Rodrigo, Roberto Cavalo, Paulo Isidoro, Alex Alves e outros nomes da geração de ouro da base do Esporte Clube Vitória, foi vice-campeão do Brasileirão de 1993, diante do Palmeiras, no seu primeiro ano como profissional. Em 1994, o jogador se destaca em uma sequência de partidas. Na época, os observadores do PSV buscavam um atacante pela megalópole Rio-SP, mas as negociações acabaram não indo adiante devido ao alto valor das pedidas.
Após ter grande desempenho em um Ba-Vi, quando marcou em uma goleada por 4 a 0, os observadores fecharam negócio com a promessa Vampeta, que se tornou o primeiro atleta do futebol brasileiro a ir para a Europa negociado diretamente com um clube de fora do eixo Rio-SP-Sul-Minas.[carece de fontes?]

### PSV Eindhoven
Em 1 de julho de 1994, Vampeta oficialmente assinou com o gigante holandês, em uma época que as vagas para estrangeiros eram extremamente limitadas por temporada, tendo sido colega do recém campeão do mundo, Ronaldo. Vampeta chegou para ocupar a vaga deixada por Romário (a busca inicial dos holandeses era por outro atacante).
De 250,00 URVs (equivalente há pouco mais de dois salários mínimos), Vampeta chegou aos Países Baixos com salário de US$ 8000,00 em Florims, além de um apartamento e um carro bancado pelo clube.
Vampeta cumpriu seu contrato com o PSV firmado até o fim da temporada 1997–98. Após empréstimos para o VVV-Venlo e o Fluminense, retornou ao PSV para ser campeão da Eredivisie 1996-1997 e vencer o prêmio de melhor volante da competição.
Logo após ele foi para a sua primeira passagem pelo Corinthians, clube em que se tornaria ídolo.

### Corinthians
Em 1998 e 1999, o Banco Excel montou um super time de estrelas. Ao lado de Marcelinho, Rincón e Ricardinho, Vampeta foi campeão brasileiro de 1998 e 1999, paulista de 1999 e mundial de 2000, além de vice-campeão paulista de 1998. O jogador declarou que no primeiro contato com Luxemburgo, o treinador não deixou claro se o seu uso seria como volante ou lateral-direito, função que exercia no PSV.
Com brilhantes atuações no Corinthians, Vampeta somou suas primeiras convocações pela Seleção Brasileira em 1999, sendo campeão da Copa América e vice-campeão da Copa das Confederações. Especulado no futebol europeu, o jogador recusou um aumento salarial em fevereiro de 2000, com o intuito de se transferir no meio do ano.

### Internazionale e PSG
Em julho de 2000, Vampeta retornou a Europa para cinco meses atuando na Internazionale de Milão, um período que descreveu como não bom tecnicamente de forma individual. Ainda assim, o jogador teve uma boa estreia e marcou de trivela numa derrota por 4 a 3 contra a Lazio, em jogo válido pela Supercopa da Itália. Em janeiro, Vamp já estava em Paris, para atuar pelo Paris Saint-Germain, onde encerrou a temporada 2000–01 por meio de um empréstimo.

### Flamengo
Em 2001, Vampeta já estava de volta ao futebol brasileiro, no Flamengo, em uma troca com Reinaldo ao PSG. O negócio ainda envolvia a ida de Adriano, o futuro Imperador, para a Inter de Milão, além de US$ 5 milhões, fato relembrado com bom humor pelos três envolvidos.
O momento financeiro do Flamengo era um dos piores. Após cobranças por um melhor desempenho, o volante disse uma frase que ficou marcada: "Eles fingem que me pagam, e eu finjo que jogo."
Em apenas 16 jogos oficiais, Vampeta marcou um gol, em partida contra o Gama, no Maracanã, pelo Campeonato Brasileiro de 2001 (seu gol empatou a partida, mas o time candango venceu por 2 a 1). Cita como usava parte de seus ganhos da Europa a ajudar os funcionários e atletas mais jovens do elenco, não tendo chegado a receber um salário sequer do Flamengo.
Em dezembro de 2012, quando Bandeira de Mello assumiu a presidência do Flamengo, afirmou que o clube não seria igual ao do tempo citado por Vampeta.

### Retorno ao Corinthians
Em 2002, de volta ao time em que se consagrou, Vampeta terminou o ano com dois títulos, Torneio Rio-São Paulo e Copa do Brasil. O Brasileirão formaria a tríplice coroa, mas o Santos foi o vencedor com a geração dos Meninos da Vila. O Corinthians tinha o plantel comandado por Carlos Alberto Parreira.
Ao meio da temporada, Vampeta voltou da Copa do Mundo de 2002 com o penta da Seleção Brasileira.
Em 2003, Vampeta vence mais um Campeonato Paulista pelo Corinthians, sendo um dos destaques do elenco, porém, uma lesão grave na estreia do Brasileirão o faz ficar oito meses longe dos gramados. Naquele ano, o time foi eliminado da Libertadores, com o técnico Geninho, e teve um desempenho fraco no Brasileirão.
Juninho Fonseca, sucessor de Geninho, teria prometido que Vampeta jogaria boas sequências no retorno de sua lesão, promessa não cumprida, o que gerou desentendimento entre o treinador e o volante, causando uma saída da Fazendinha de modo bastante agitado.

### Retorno ao Vitória
Após o Paulista, Vampeta retornou ao clube que o revelou, o Vitória, em 2004, junto ao seu amigo Edílson, vencendo o Campeonato Baiano. Ainda em 2004, Vampeta embarcava para o Kuwait.

### Chegada no mundo árabe
Com um ano completo atuando na Ásia, jogando pelo Al Salmiya, o jogador foi campeão do Torneio Al-Khurafi. Curiosamente, ele usou a escrita M.Vampeta em sua camisa; a abreviação do seu nome de batismo (Marcos) não foi comum ao longo da sua carreira.

### Brasiliense
Vampeta retornou ao futebol brasileiro em 2005, sendo anunciado pelo Brasiliense no dia 26 de abril, onde reencontrou Marcelinho Carioca. A equipe de Brasília disputava pela primeira vez a Série A do Campeonato Brasileiro, e apesar de ter feito alguns bons jogos, acabou sendo rebaixada.

### Goiás
Em 2006, Vampeta foi contratado pelo Goiás para a disputa da Copa Libertadores da América. A equipe, que terminou em primeiro lugar no grupo, acabou sendo eliminada da competição sul-americana nas oitavas de final. Apesar de ter atuado pouco naquele ano, Vampeta sagrou-se campeão do Campeonato Goiano.

### Terceira e última passagem no Corinthians
Chegou no Corinthians para a temporada 2007, após alguns meses da sua saída do Goiás, Vampeta fez uma intertemporada para recuperar o condicionamento físico e atuar pelo Campeonato Brasileiro. Relacionado pelo técnico Carpegiani, estreou no dia 4 de agosto, justamente contra o seu ex-clube, o Goiás, na 17ª rodada, em que o Corinthians venceu por 1 a 0, com Vampeta iniciando a jogada do gol da partida com um passe de três dedos. Com 19 jogos realizados, o ídolo da Fiel fez parte do elenco que foi rebaixado para a Série B, o que decretou um brusco ponto final na parceria entre Corinthians e MSI. Vampeta não permaneceu para a disputa da temporada 2008 e deixou o clube pensando no seu fim de carreira.

### Final de carreira
Vampeta foi anunciado no início de 2008 como um dos maiores reforços da história do Juventus, chegando para atuar no Campeonato Paulista daquele ano. O volante teve grande atuação no dia 24 de janeiro, sendo titular na vitória por 3 a 1 contra o Santos, no Estádio Bruno José Daniel. Terminada a campanha, o jogador oficialmente anunciou o fim da sua carreira, aos 34 anos de idade.
De forma surpreendente, em 2011, em uma jogada de marketing, o Grêmio Osasco anunciou a contratação de Vampeta para seus últimos dias como atleta profissional, no Campeonato Paulista A3. Jogando poucos minutos de um segundo tempo, Vamp anunciou sua aposentadoria e que daquele dia em diante estaria se dedicando como diretor do clube.

## Seleção Brasileira
Vampeta foi convocado pela Seleção Brasileira pela primeira vez em 1998, sendo no ano seguinte campeão da Copa América e vice da Copa das Confederações.
O jogador vestiu a camisa da Amarelinha em 42 jogos, marcando dois gols, ambos na vitória por 3 a 1 contra a Argentina, no Morumbi, em 26 de julho de 2000, pelo primeiro turno das Eliminatórias da Copa do Mundo de 2002. No primeiro gol (2 a 0), Vampeta, em rebote de um chute de fora da área de Alex, surgiu como um elemento surpresa na ponta-direita para marcar; já no segundo (3 a 1), Ronaldinho Gaúcho viu o volante entrando na grande área e serviu Vampeta entre os marcadores argentinos, que marcou de bico. Era uma fase em que o jogador tinha como forte as arrancadas.
Vampeta manteve o bom futebol em 2001, atuando pelo PSG, e foi chamado por Emerson Leão para a Copa das Confederações. O Brasil, no entanto, decepcionou em solo asiático e foi eliminado na semifinal para a França. Daquela controversa lista de convocação, o volante foi um dos quatro que seriam selecionados para a Copa de 2002, ao lado de Dida, Lúcio e Edmílson.
No ano seguinte, mesmo com a troca no comando da Seleção — Leão foi demitido e deu lugar a Scolari —, Vampeta foi convocado para a Copa do Mundo FIFA de 2002. Vestindo a camisa 18, atuou na estreia diante da Turquia no Munsu Cup Stadium. O jogador entrou em campo aos 72 minutos, substituindo o meia Juninho Paulista, e viu Rivaldo balançar as redes e fechar o placar 15 minutos depois: triunfo brasileiro por 2 a 1. Por conta das boas atuações de Gilberto Silva e Kléberson, Vampeta amargou o banco de reservas e não foi mais utilizado por Felipão no Mundial conquistado pelo Brasil.
No tradicional encontro com o Presidente da República para entrega de medalha de honra ao mérito, Vampeta proporcionou uma cena icônica, quebrando totalmente o protocolo: sem o uniforme de viagem da CBF, usando uma camisa do Corinthians e um tanto alcoolizado, após receber a honraria presidencial de Fernando Henrique Cardoso, celebrou dando uma sequência de cambalhotas na rampa do Planalto; no retorno à parte superior, veio correndo, dando um pulo com soco no ar. Vampeta declarou que foi uma homenagem a Nilson Locatelli, o louco, torcedor que cumprimentava os jogadores dando cambalhotas.
Outro causo foi a foto da final contra a Alemanha. Segundo informou, apenas os 11 titulares iriam aparecer, mas ele incentivou os demais reservas a se juntarem para o retrato, de modo que a imagem oficial do confronto conta com todos os 23 convocados.

## Carreira como treinador e dirigente
Em fevereiro de 2010, assumiu o comando do Nacional; posteriormente, treinou o Grêmio Osasco, clube pelo qual iniciou sua profissão de dirigente.
Com a compra do antigo Pão de Açúcar Esporte Clube pelo grupo liderado por Mario Teixeira, dono do então Grêmio Osasco, Vampeta foi promovido ao cargo de presidente do novo clube, função de dois mandatos, seguindo atualmente como presidente do conselho deliberativo do Grêmio Osasco Audax.

## Comentarista esportivo
Durante a Copa do Mundo FIFA de 2010, trabalhou como comentarista esportivo pela primeira vez no programa Band Mania, que tinha a função de encerrar as noites de jogos.
Ele também fez parte do programa Mesa Redonda, pela TV Gazeta. Atualmente Vampeta trabalha para a Jovem Pan Esportes, fazendo parte do time titular de comentaristas desde 2015. No dia 31 de janeiro de 2022, a Jovem Pan criou o programa Reis da Resenha, apresentado por Thiago Asmar e Vampeta, que conversam com personalidades do mundo do futebol.

## Vida pessoal e outros trabalhos
Em 1999, o jogador aceitou um convite e posou nu para a edição de janeiro da revista gay G Magazine. O volante, que vivia o auge da sua carreira e estava atuando no Corinthians, aceitou posar para ajudar a restaurar o Cinema Rio Branco. Vampeta foi o primeiro jogador de futebol a posar nu, e a foto foi a primeira ereção mostrada na revista. Ela quebrou um tabu dentro do futebol, pois a presença de homossexuais começou a ser discutida dentro dos times. Seu ensaio é usado em um tipo de cancelamento virtual conhecido como "Vampetaço".

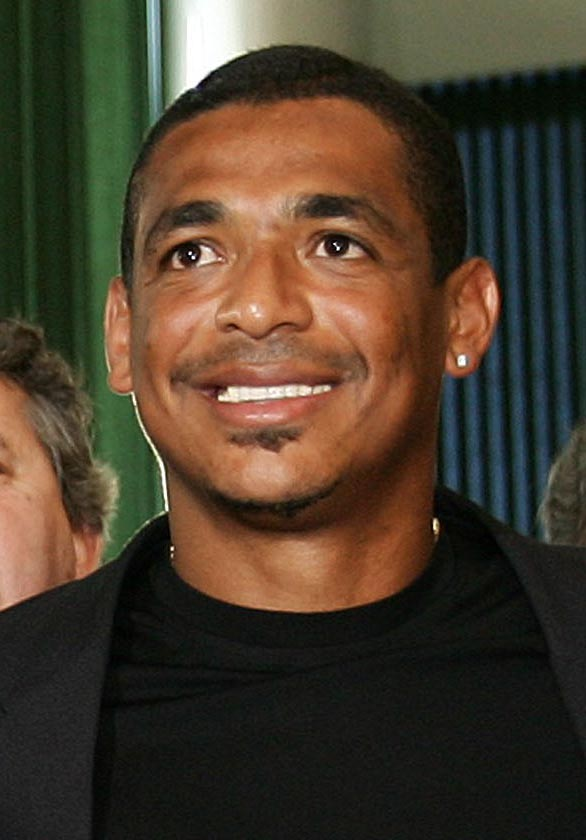
Vampeta em 2005

Em sua cidade natal, Nazaré das Farinhas, Vampeta reformou e mantém com seus fundos um cinema municipal, fundado em 1923, para o entretenimento de seus conterrâneos. A gestão é feita por duas de suas tias, Elizabeth e Edna. O local já recebeu ofertas de compra pela Igreja Universal, recusadas por Vamp e família. A reinauguração, em 2000, contou com Ronaldo no momento do corte da fita.
Conhecido por seu jeito provocador, ajudou a popularizar, ainda no início dos anos 2000, o termo "bambi" como apelido pejorativo aos torcedores do São Paulo. Porém, reitera que não foi o criador da "brincadeira".
Após o título mundial com a Seleção Brasileira em 2002, o campeão do mundo recebeu a Medalha Ordem do Mérito da Bahia, no grau de comendador.
Em 2009, Vampeta foi parodiado pelo desenho animado da MTV Brasil, Fudêncio e Seus Amigos, no episódio denominado "Crepúsculo", em que o jogador assume a forma de vampiro após as partidas. O desenho foi ao ar pela primeira vez na noite de 3 de agosto.
No ano seguinte, filiado ao PTB, Vampeta concorreu ao mandato de deputado federal pelo estado de São Paulo. No entanto, recebeu 14 921 votos e não se elegeu, ficando apenas com o 184º lugar. Ele afirmou votar de acordo com suas análises, independentemente de ser um candidato de direita ou esquerda.
Em dezembro de 2012, com a ajuda do jornalista Celso Unzelte, o ex-jogador lançou o livro biográfico Vampeta: memórias do velho Vamp: sem cortes (ed. LeYa).

### Polêmicas
No ano de 2005, Vampeta chegou a ser preso no Kuwait por estar portando garrafas de bebida alcoólica em seu carro, algo proibido de acordo com a lei em grande parte dos países árabes.
Em setembro de 2022, Vampeta teve valores de suas contas bancárias congelados pela Justiça por ele e sua ex-mulher, Roberta Soares, possuírem uma dívida com a Escola Castanheiras, localizada em Santana de Parnaíba, onde suas duas filhas estudavam. Ainda em setembro, Vampeta foi alvo de uma ação na 5ª Vara Cível de Barueri por não ter efetuado três pagamentos de pensão alimentar. Em julho, a defesa das filhas chegou a pedir a penhora de um dos seus apartamentos para quitar a dívida, mas a oferta foi recusada por outra ex-mulher de Vampeta estar vivendo no local. Assim, a defesa pediu para que fosse enviado um ofício para a Rádio Jovem Pan, em São Paulo, onde o ex-jogador trabalhava, cobrando o valor. Suas filhas também pediram pela prisão do pai até que os pagamentos fossem efetuados. O processo ocorreu durante a pandemia de COVID-19, onde prisões de devedores de pensão alimentícia foram suspensas pela Justiça. Por causa dos processos judiciais, seus bens foram bloqueados.

### Vampetaço
O termo "Vampetaço" passou a ser usado para designar uma forma de protesto virtual, em que a imagem do ensaio é repostada em respostas a postagens nas redes sociais, geralmente com conotação política ou humorística. A prática se popularizou principalmente em contextos de oposição a figuras públicas ou discursos conservadores, funcionando como uma forma de trollagem ou sátira digital. Vampeta declarou não se incomodar com a viralização de sua imagem, afirmando: “Tá tranquilo... É uma honra, eu me divirto muito”. O jogador relatou ainda já ter visto a imagem ser exibida até mesmo em manifestações na Avenida Paulista, próximas à sede da emissora onde trabalha como comentarista. O fenômeno foi interpretado por pesquisadores como uma forma de resistência digital brasileira, embora também levante debates sobre a objetificação e o uso da imagem de corpos racializados fora de seu contexto original.

## Títulos
PSV Eindhoven
- Eredivisie: 1996–97
- Supercopa dos Países Baixos: 1996 e 1997

Corinthians
- Campeonato Mundial de Clubes da FIFA: 2000
- Campeonato Brasileiro: 1998 e 1999
- Campeonato Paulista: 1999 e 2003
- Torneio Rio-São Paulo: 2002
- Copa do Brasil: 2002

Vitória
- Campeonato Baiano: 2004

Goiás
- Campeonato Goiano: 2006

Seleção Brasileira
- Copa América: 1999
- Copa do Mundo FIFA: 2002

### Prêmios individuais
- Bola de Prata: 1998 e 1999